# Internationaler Ewiger Kalender
Als Internationaler Ewiger Kalender (englisch International Fixed Calendar, abgekürzt IFC) wird ein Kalenderentwurf von Moses Cotsworth (1859–1943) bezeichnet, den dieser 1923 vorgestellt hat. Der Kalender ist auch unter den Bezeichnungen 13-Monats-Kalender, Cotsworth-Plan, Eastman-Plan und Eastman-Kalender bekannt. Der Kalender ist dem von Auguste Comte im Jahr 1849 entwickelten Positivisten-Kalender sehr ähnlich, wurde aber vor einem ganz anderen Hintergrund entwickelt.

## Entstehung
In den 1920er und 1930er Jahren wuchs weltweit die Forderung nach einem reformierten modernen Kalender, der den als zu kompliziert empfundenen gregorianischen Kalender ersetzen sollte. Cotsworth griff 1923 den rund 75 Jahre alten so genannten Positivisten-Kalender von Auguste Comte wieder auf, befreite ihn aber von dessen ideologischem Ballast. Cotsworth gründete im selben Jahr die International Fixed Calendar League (IFCL), eine Organisation, deren Aufgabe darin bestand, den von ihm entworfenen Kalender populär zu machen und für seine Einführung zu werben.

## Das Grundprinzip des Kalenders
Dieser Kalender teilte das Jahr in 13 Monate zu je 28 Tagen plus einen Extratag am Jahresende (im Englischen auch als „a year and a day“ bezeichnet, für ein Mondjahr und einen Tag). Dieser Extratag (→Epagomene) wird weder einem Monat noch einem Wochentag zugeordnet. Auf diese Weise bleiben Woche und Monat synchronisiert; das heißt jeder Monat beginnt grundsätzlich mit einem Sonntag und besteht jeweils aus vier vollständigen Wochen.
| So | Mo | Di | Mi | Do | Fr | Sa |
| -- | -- | -- | -- | -- | -- | -- |
| 1  | 2  | 3  | 4  | 5  | 6  | 7  |
| 8  | 9  | 10 | 11 | 12 | 13 | 14 |
| 15 | 16 | 17 | 18 | 19 | 20 | 21 |
| 22 | 23 | 24 | 25 | 26 | 27 | 28 |

Die Monatsbezeichnungen entsprechen jenen des Gregorianischen Kalenders. Der zusätzliche dreizehnte Monat wird in die Jahresmitte zwischen Juni und Juli gelegt und erhält den Namen Sol („Sonne“) oder Midi („Mitte“). Vom Gregorianischen Kalender wurden auch die Jahreslänge, die Schaltregelung, der Jahresanfang und die Jahreszählung übernommen. Cotsworth bemühte sich, keinen Bruch mit der jüdisch-christlichen Kalender-Tradition zu provozieren, sondern lediglich den Gregorianischen Kalender an einigen Stellen zu verbessern. Er unterließ jegliche ideologische Färbung seines Kalenders – ein Problem, mit dem Comtes Entwurf von 1849 immer zu kämpfen hatte.
|        | Monatsname | Gregorianischer Kalender | Gregorianischer Kalender |
| Anfang | Monatsname | Ende                     |                          |
| ------ | ---------- | ------------------------ | ------------------------ |
| 1      | Januar     | 1. Januar                | 28. Januar               |
| 2      | Februar    | 29. Januar               | 25. Februar              |
| 3      | März       | 26. Februar              | 25. März*                |
| 4      | April      | 26. März*                | 22. April*               |
| 5      | Mai        | 23. April*               | 19. Mai*                 |
| 6      | Juni       | 20. Mai*                 | 17. Juni*                |
| 7      | Sol / Midi | 18. Juni                 | 15. Juli                 |
| 8      | Juli       | 16. Juli                 | 12. August               |
| 9      | August     | 13. August               | 9. September             |
| 10     | September  | 10. September            | 7. Oktober               |
| 11     | Oktober    | 8. Oktober               | 4. November              |
| 12     | November   | 5. November              | 2. Dezember              |
| 13     | Dezember   | 3. Dezember              | 30. Dezember             |
|        | (Extratag) |                          | 31. Dezember             |

* In Schaltjahren liegen diese Daten einen Tag früher. Der Schalttag wird als Extratag zwischen Samstag, dem 28. Juni und Sonntag, dem 1. Sol eingefügt. Genau wie der Extratag am Jahresende liegt er außerhalb des Wochenzyklus und gehört zu keinem Monat.

## Vor- und Nachteile
Ein wesentlicher Vorteil des Kalenders liegt darin, dass alle Monate gleich aufgebaut sind, sowohl was ihre Länge angeht als auch die Zuordnung der Wochentage. Woche und Monat sind also in Phase. Der Kalender ist damit äußerst übersichtlich strukturiert. Darüber hinaus könnten monatliche Ereignisse – zum Beispiel die Auszahlung des Gehaltes – regelmäßig stattfinden.
Die Gegner des Kalenderentwurfs von Cotsworth bemängeln u. a. die Unteilbarkeit der Zahl 13. Dadurch ist es nicht möglich, das Jahr in statistisch sinnvolle Abschnitte wie Halbjahre oder Quartale aufzuteilen. Auch eine Integration der traditionellen Jahreszeiten in den Kalender ist schwierig. Die Unterbrechung des Wochenzyklus ist für Judentum, Christentum und Islam nicht akzeptabel.
Schließlich bewirkt die Streichung von insgesamt 30 traditionellen kalendarischen Tages-Daten (29.–31. Januar, 29.–31. März usw.) Akzeptanz-Probleme. So würden viele Jahrestage einschließlich Nationalfeiertagen wegfallen.

## Die Entwicklung des Projekts bis 1937
Als 1929 in den USA ein Nationalkomitee zur Kalendervereinfachung unter Vorsitz von George Eastman gegründet wurde, gelang es der IFCL, ihren Kalender zum Favoriten des Gremiums zu machen. Eastman warb in der Folgezeit engagiert für die Einführung des Internationalen Ewigen Kalenders, was diesem in den USA den Namen Eastman-Kalender einbrachte. Trotz zahlreicher Unterstützer aus Politik und Wirtschaft gelang es Eastman und Cotsworth jedoch nicht, den neuen Kalender durchzusetzen.
Als in den 1920er und 1930er Jahren im Völkerbund nach Vorschlägen für eine Kalenderreform gesucht wurde, galt Cotsworths IFC mehrere Jahre als aussichtsreichster Entwurf, bis 1937 der so genannte Weltkalender vorgestellt wurde, der sich mit seinem 12-Monats-System stärker an der Tradition orientierte. Nachdem nun der Weltkalender allgemein favorisiert wurde, verschwand der IFC schnell aus der öffentlichen Diskussion. Die IFCL wurde bereits zwei Jahre später aufgelöst.

## Unterschiede zum Positivisten-Kalender
Die Unterschiede zum Positivisten-Kalender bestehen zum einen in der Wahl der Monatsnamen (der Internationale Ewige Kalender verwendet – bis auf den Monat Sol – die klassischen Monatsnamen, während die Monate des Positivisten-Kalenders nach berühmten Persönlichkeiten von der Antike bis ins 19. Jahrhundert benannt sind), zum anderen in der Platzierung des Schalttags: Im Internationalen Ewigen Kalender folgt der Schalttag auf den Juni, im Positivisten-Kalender auf den Neujahrstag.

## Varianten
Eine Variante des Internationalen Ewigen Kalenders ist der New-Earth-Kalender. Der Hauptunterschied zum IFC ist das Fehlen der Extratage. Stattdessen wird alle fünf Jahre eine Schaltwoche an den Dezember angehängt. Somit wird der Wochenrhythmus nicht unterbrochen. Außerdem heißt der zusätzliche Monat Luna, nicht Sol/Midi. Der New-Earth-Kalender ließe sich bereits verwenden, wenn man seine ersten sieben Tage mit der ersten Kalenderwoche gleichsetzen würde.
Eine Schaltwoche wird auch beim Pax-Kalender eingesetzt. Allerdings wird sie nicht an den Dezember angehängt, sondern steht vor diesem als inoffizieller 14. Monat mit dem Namen Pax. Vor der Schaltwoche und somit dem Dezember steht der zusätzliche 13. Monat, welcher hier Columbus heißt.
Eine schlichtere Variante ist der Sol-Kalender. Er verzichtet auf eine Schaltwoche und fügt den Extra- und den Schalttag in den Dezember ein.
 Deutlich weiter geht dagegen der Jaktober-Kalender. Bei ihm stehen die zusätzlichen Tage am Anfang des Jahres, wobei der Extratag (geschrieben 0/0) immer auf dem Tag der Wintersonnenwende liegt. So lassen sich die Jahreszeiten präziser auf den Kalender verteilen. Der Schalttag (geschrieben 0/1) wird nach dem Extratag eingefügt. Dies geschieht nach der Schaltregel des persischen Kalenders, das heißt 8 Schaltungen in 33 Jahren. Darüber hinaus führt der Jaktober-Kalender eine neue Zeitrechnung ein, welche mit der Wintersonnenwende 2012 (20. Dezember) beginnt, da an diesem Tag der Maya-Kalender endete und somit ein neues Zeitalter (Wassermannzeitalter) begonnen habe. Die Jahre vor dem 20. Dezember 2012 werden dementsprechend als vor den Maya (Antes Maya = A.M.) und die Jahre danach als nachmaya (Post Mayan = P.M.) bezeichnet. Außerdem heißt der 13. Monat in der Mitte des Jahres hier Jaktober.
Eine profane Variante des Jaktober-Kalenders ist der Calendar 13 von Cody Jassman. Wie dieser beginnt er mit der Wintersonnenwende. Allerdings führt er keine neue Schaltregel und Zeitrechnung ein, sondern verwendet die des Gregorianischen Kalenders. Auch hat er keine Monatsnamen, sondern zählt diese einfach durch.